# الإيمان الكبير
الإيمان الكبير ويسمى أيضا عين الأعيان في الفرق بين الإسلام والإيمان لشيخ الإسلام ابن تيمية، اشتهر الكتاب بعدما جمع عبد الرحمن بن محمد بن قاسم العاصمي مع ابنه محمد مجموع الفتاوى ثم تمّ إعادة طباعته ككتاب وحده بعد تحقيقه على ثلاث نسخ خطيّة.
| الإيمان الكبير | الإيمان: أن تؤمن بالله، وملائكته، وكتبه، ورسله، واليوم الآخر، وتؤمن بالقدر خيره وشره | الإيمان الكبير |

## محتويات الكتاب
- مقدمة الكتاب
- الفرق بين الإسلام والإيمان
- معنى الإسلام والإيمان إذا اجتمعا في كلام النبي ﷺ
- حديث: "المسلم من سلم المسلمون من لسانه ويده.. "
- الدين ثلاث درجات ما بين الإسلام والإيمان والإحسان من العموم والخصوص، وكذلك الرسالة والنبوة
- اسم الإيمان يذكر تارة غير مقرون بالإسلام ولا بغيره، وتارة يذكر مقرونا
- إذا ذكر الإيمان مع الإسلام، فالإسلام هو الأعمال الظاهرة، والإيمان هو ما في القلب، وإذا ذكر مجردا دخل الإسلام والأعمال الصالحة
- اسم الإيمان إذا أطلق في كلام الله ورسوله يتناول فعل الواجبات وترك المحرمات، ومن نفى الله ورسوله عنه الإيمان، فلا بد أن يكون قد ترك أو فعل محرما، وإن ذكر فضل إيمان صاحبها ولم ينف فهي مستحبة، وغلط من قال: إن المنفي هو الكمال المستحب
- تفسير قوله تعالى: {لاتجد قوما يؤمنون بالله واليوم الآخر يوادون ... } {ترى كثيرا منهم يتولون الذين كفروا..} {ومن يتولهم منكم فإنه منهم ... } {إنما المؤمنون الذين آمنوا بالله ورسوله ... }
- إذا كان المؤمن الحق الفاعل للواجبات التارك للمحرمات

## وصلات خارجية
- تحميل كتاب الإيمان الكبير من موقع طريق الإسلام